# 4784 Samcarin
4784 Samcarin eller 1984 DF1 är en asteroid i huvudbältet som upptäcktes den 28 februari 1984 av den belgiske astronomen Henri Debehogne vid La Silla-observatoriet. Den är uppkallad efter sanskrit ordet Samcarin, vilket betyder vandrare.
Asteroiden har en diameter på ungefär 5 kilometer.